# Tupistra pingbianensis
Tupistra pingbianensis là một loài thực vật có hoa trong họ Măng tây. Loài này được J.L.Huang & X.Z.Liu miêu tả khoa học đầu tiên năm 1996.